# Anorganisch zuur
Een anorganisch zuur of mineraal zuur in de scheikunde is een zuur dat is afgeleid van een bepaalde anorganische verbinding. Organische zuren, zoals carbonzuren, zijn dus geen minerale zuren.
Van deze zuren zijn vooral salpeterzuur, waterstofchloride en zwavelzuur belangrijk. Ze zijn ook commercieel verkrijgbaar, maar de kwaliteit ervan kan soms sterk verschillen.

## Eigenschappen
Anorganische zuren variëren qua zuursterkte van zeer zwak zuur (boorzuur) tot zeer sterk zuur (waterstofjodide en zwavelzuur). Ze staan gemakkelijk protonen af en de meeste zijn goed tot zeer goed oplosbaar in water. Ze zijn niet oplosbaar in organische oplosmiddelen.

## Toepassingen en productie
Bepaalde minerale zuren worden in zeer grote hoeveelheden geproduceerd, zoals zwavelzuur. In 2001 werd 165 miljoen ton zwavelzuur bereid, waarmee het op de eerste plaats staat van meest geproduceerde chemische stoffen. Ook andere zuren worden op grote schaal bereid en gebruikt in tal van chemische processen.

## Voorbeelden
- Boorzuur
- Fosforzuur
- Salpeterzuur
- Waterstofchloride
- Waterstoffluoride
- Waterstofbromide
- Waterstofjodide
- Zwavelzuur